# 光海君
光海君（クァンヘグン、こうかいくん、1575年6月4日 - 1641年8月7日）は、李氏朝鮮の第15代国王（在位：1608年 - 1623年）。名は琿（ホン）。なお第10代国王燕山君同様暴君として廃位された王であるため、廟号・諡号・陵名はない。

## 生涯
第14代国王宣祖の次男（庶子）。母は宣祖の側室の恭嬪金氏。第11代国王中宗の曾孫にあたる。なお、即位前も光海君に封じられていた。
当時の朝鮮では嫡庶の別や長幼の序は大変厳格であったが、国王の宣祖は自身が中宗の庶孫であったため自身の後継者には嫡流を望んでいた。ところが正室である懿仁王后は病弱で子がなかったため、1592年、日本の豊臣秀吉が主導する軍が朝鮮に侵攻して国内が混乱すると（壬辰倭乱）、庶子で次男の光海君を王世子とせざるを得なかった。なお光海君の実兄で長男(庶子)の臨海君は気性が非常に荒く度々問題ばかりを起こしていたため不適格とみなされ世子としなかった。しかし1594年、明から次男であることを理由に世子冊封の要請を拒絶されたため、正式に世子を決定することはなかった。その後、光海君は父王と協力して日本軍への対応に当たり、1598年に秀吉が亡くなり日本軍が撤兵すると、戦後は国内の復興に尽力した。
1602年、懿仁王后が薨去すると、宣祖は周囲の反対を押し切って継室の仁穆王后を迎え、1606年には待望の正室筋の王子である永昌大君が生まれた。このため朝廷では世子の座を巡って光海君を推す勢力（大北派）と永昌大君を推す勢力（小北派）とに別れて激しい党争が起きる。
1608年、宣祖が次期国王を決めぬまま亡くなると、幼い永昌大君よりも実績・年齢の申し分の無い光海君が現実的な選択肢として選ばれ、光海君が即位した。しかし庶子で次男の光海君の政権基盤は不安定であって、朝廷内の党争に巻き込まれる。光海君自身は大北派を支持していたが、大北派は反対派である西人派を支持していた臨海君や幼い永昌大君を謀殺し、仁穆大妃を廃し幽閉した（「廃母殺弟」）。反対派を粛清した光海君の王位は磐石なものになったと思われた。
また、外交では1609年に日本の江戸幕府と和議を結び（己酉約条）、民政では太宗期の号牌法を再布告したり、大同法を導入するなどの改革を行い、戦乱で疲弊した国内の建て直しを図った。またこの時期には宣祖期以来の『東医宝鑑』をはじめ、『新増東国輿地勝覧』『龍飛御天歌』などの数多くの文化的編纂事業が営まれた。
この頃北方ではヌルハチにより後金が建国され勢力を拡大しており、明は後金討伐のために朝鮮に援軍を求めてきた。光海君は新興の後金の実力を恐れて出兵を渋ったものの、朝廷では壬辰倭乱・丁酉再乱（文禄・慶長の役）の際に明から援軍を受けた恩（「再造の恩」）を重視する名分論が優勢であったため、結局光海君は姜弘立を将軍として軍を送り出した。しかし1619年、明の後金討伐軍は後金軍に大敗し（サルフの戦い）、後金軍に包囲された朝鮮の援軍は降伏して捕虜となった。この後、朝鮮と後金は互いに国書を交わすこととなり、光海君は明と後金の双方との外交関係を維持する中立外交政策を採った。
1623年3月13日、西人派を中心とした勢力は、仁穆大妃と光海君の甥の綾陽君（後の第16代国王仁祖）を担ぎ出し、宮廷クーデターを起こした。光海君は失脚したその翌日（3月14日）に西人派の手により連行され、仁穆大妃の前に引き出され、三十六の項目に達する自らの罪名を読まされた直後に江華島へ追放され光海君は廃位、後継には綾陽君が擁立されて即位した。この事件を朝鮮史上では仁祖反正と呼ぶ。その後、西人派政権は大北派を粛清し、外交政策を崇明排清に転換した。
その十数年後に光海君は済州島に移され、1641年に66歳で死去した。

### 暴君としての光海君
近代以降、文献批判を基礎とする現代歴史学が導入されたことと、李氏朝鮮滅亡によって王朝の公式記録を絶対視する必要がなくなったことで、学者の中には光海君は暴君ではなかった可能性があると指摘するようになった。
上記の通り、光海君は燕山君同様に暴君として廃位されているものの、在位中に行った行為は先述の通り戦乱で疲弊した朝鮮国内における復興政策や、かつての敵国であった日本との国交回復、斜陽となった漢族系の明朝に代わって勃興してきた満州族系の後金（後の大清帝国）との関係も重視するなど、東アジアの諸民族間でバランスの取れた中立外交政策などの実績を残しており、（暴君と言われるほど）決して悪いものではなかったものも少なくない。
強いて言うなら西人派の粛清や仁穆大妃を初めとする肉親の王族の廃位であるが、これ自体も光海君自身の決定であったかどうかは疑問が残る。光海君が生まれた年は、士林が東人派と西人派に分裂した年であり党争が絶えず、国政についても光海君本人の決定ではない議題も少なくなかった（尤も、肉親の王族の廃位は光海君自身が決めたのではなく、その側近の李爾瞻が独断で実行し、廃位を決定したという見方もある）。廃位についても燕山君の時とは異なり、西人派による宮廷クーデターという経緯があるため、本人の行状というよりも党争に巻き込まれた形としての廃位という印象も強い。故に廃位こそされたものの、このような情勢であった以上、暴君であったかどうかは分からないのが現状である。

## 家系
- 祖父: 徳興大院君 李岹
- 祖母: 河東府大夫人（朝鮮語版）鄭氏
- 父: 宣祖
- 母: 懿仁王后朴氏
- 生母: 恭嬪金氏

- 正室: 廃妃/文城郡夫人柳氏（1576年 - 1623年）- 文陽府院君柳自新（朝鮮語版）の娘
  - 廃世子 李祬（朝鮮語版）（1598年 - 1623年）
- 後宮: 昭儀尹氏（朝鮮語版）（生年不詳 - 1623年）- 尹弘業の娘
  - 翁主（1619年 - 没年不詳）- 朴澂遠正室
- 後宮: 昭儀洪氏（朝鮮語版）（生没年不詳）- 洪邁の娘
- 後宮: 昭儀権氏（朝鮮語版）（生没年不詳）- 権余慶の娘
- 後宮: 淑儀許氏（朝鮮語版）（生没年不詳）- 許儆の娘
- 後宮: 淑儀元氏（朝鮮語版）（生没年不詳）- 元守身の娘
- 後宮: 昭容鄭氏（朝鮮語版）- 鄭象献の娘、鄭士龍（朝鮮語版）の孫娘、鄭之産の妹
- 後宮: 昭容任氏（朝鮮語版）（1598年 - 1628年）- 任夢正の娘、任就正の姪
- 後宮: 昭媛辛氏（朝鮮語版）（生没年不詳）- 辛鏡の娘、仁嬪金氏の姪
- 後宮: 尚宮 金介屎（生年不詳 - 1623年）- 仁祖反正後斬首刑
- 後宮: 宮人趙氏（生没年不詳）- 趙誼の娘[1]

## 光海君が登場する作品

### 映画
- 仁穆大妃（1962年、日本未公開、配役: ホ・ジャンガン（朝鮮語版））
- 王になった男（2012年、配役：イ・ビョンホン）
- 代立軍 ウォリアーズ・オブ・ドーン（朝鮮語版）（2016年、配役: ヨ・ジング）
- 剣客（2020年、配役: チャン・ヒョンソン）
- ノリャン -死の海-（2023年、配役: イ・ジェフン）

### テレビドラマ
- 女人列伝 西宮媽媽（MBC、1982年、日本未公開、配役: イ・ドックァ）
- 朝鮮王朝五百年 壬辰倭乱（MBC、1985年、日本未公開、配役: ファン・チフン（朝鮮語版））
- 朝鮮王朝五百年 暴君 光海君（MBC、1986年、配役：イ・ヒド）
- 宮廷女官キム尚宮（KBS、1995年、配役：キム・ギュチョル）
- ホジュン 宮廷医官への道（MBC、1999-2000年、配役：キム・スンス）
- ホ・ギュン 朝鮮王朝を揺るがした男（KBS、2000-2001年、配役：キム・ジュスン（朝鮮語版））
- 王の女（SBS、2003年、配役：チソン）
- 不滅の李舜臣（KBS、2004-2005年、配役：イ・ジュン（朝鮮語版）、チュ・ミンス（朝鮮語版））
- タムナ 〜Love the Island〜（MBC、2009年、配役：イ・ホソン（朝鮮語版））
- 火の女神ジョンイ (MBC、2013年、配役：ノ・ヨンハク（朝鮮語版）、イ・サンユン）
- ホジュン〜伝説の心医〜（MBC、2013年、配役: イン・ギョジン（朝鮮語版））
- 看書痴列伝（KBS、2014年、日本未公開、配役: イム・ホ）
- 王の顔 (KBS、2014-2015年、配役：ホン・ウンテク（朝鮮語版）、ソ・ドンヒョン（朝鮮語版）、ソ・イングク)
- 軍師リュ・ソンリョン 〜懲毖録＜ジンビロク＞〜（朝鮮語版）（KBS、2015年、配役: ノ・ヨンハク）
- 華政（MBC、2015年、配役：チャ・スンウォン）
- 王になった男（tvN、2019年、配役：ヨ・ジング）
- ノクドゥ伝（KBS、2019年、配役：チョン・ジュノ）
- ポッサム〜愛と運命を盗んだ男〜（MBN、2021年、配役：キム・テウ（朝鮮語版））